# 齊格弗里德

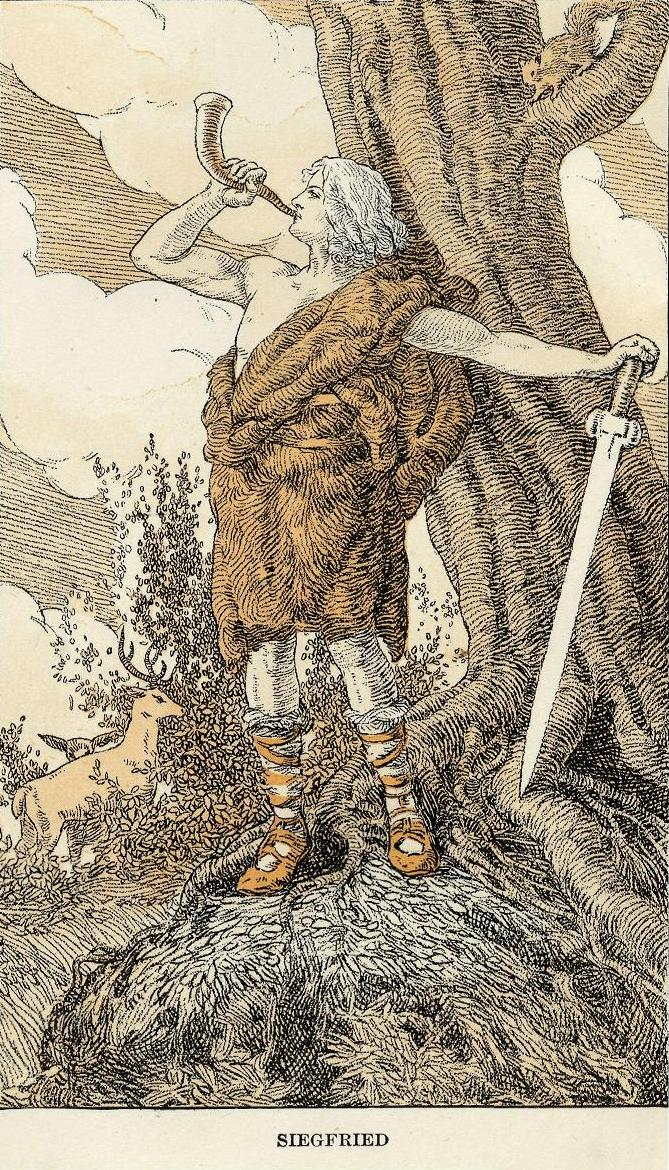
齊格菲

齐格弗里德，又譯作齊格弗里德、齊格飛，中世紀中古高地德語史詩《尼伯龍根之歌》的英雄，理查德·華格納歌劇《尼伯龍根的指環》的主角，以屠龍聞名。在史詩中，他殺死了巨龍法夫納，幫助勃艮第的國王龔特爾成功娶到布倫希爾德。另外齊格菲與北歐神話傳說英雄西格鲁德（或西格德、希格爾德、齊格魯德、西古尔德、西格弗里德）（Sigurd）是同源人物。

## 北欧神话中的西格魯德
英雄西格魯德（與尼伯龙根之歌中的齊格菲為同源人物），沃爾松格氏族的后裔，杀死巨龙法夫納（Fafnir）的勇士。
他是英雄齊格蒙德（Sigmundr）的遺腹子，母親改嫁後被繼父送往工匠雷金（Reginn）處成長；隨著西格魯德逐漸長大，他希望能將父親留下的斷劍格拉墨重新鍛造回來，雷金答應了這個要求。但作為回報，西格魯德也必須為他殺死法夫納並奪取萊茵黃金。法夫納是雷金的兄長，過去曾因貪圖被詛咒的萊茵黃金而殺害生父並化身為惡龍守衛著這批寶藏。然而無論雷金造出什麼樣的劍，西格魯德只要一揮就會損壞，無以剿滅惡龍。最終他拿出格拉墨的碎片交給雷金，也如願以償得到了重生的聖劍。
西格魯德在戰鬥中以聖劍格拉墨貫穿了法夫納並挖出他的心臟，而得知法夫納的死訊後，雷金立刻要求西格魯德將法夫納的心臟交給自己。後者赤手拾起心臟卻手被灼傷，慌忙之中他把手指放到口中吸吮到了龍的鮮血，藉此獲得鳥語的能力，更進一步從鳥語中得知了雷金想要殺死自己的企圖。之後，西格魯德搶先下手殺死了雷金；最終繼承了法夫納的寶藏與父親的聖劍，被人們歌頌為屠龍者。
往後，他接受賢者的預言，进入了阿尔卑斯山希恩达尔（Ilndargiail）峰上一个遥远的有盾墙环绕的城堡中，这是奥丁禁锢女武神布伦希尔德城堡，拿下了女武神的头盔，砍开了她的链甲，唤醒了她。随后两人堕入爱河，西格魯德用魔法指环安德华拉诺特（Andvarinaut）向她求婚，许诺会回来娶她为妻。之后西格魯德便离开城堡前往勃艮第国王Gjúki的宫殿。
西格魯德與勃艮第國王龔特爾（Gunnar）一見如故，然而龔特爾卻對布倫希爾德深深迷戀，他的姐妹古德倫（Guðrún）亦對西格魯德一見傾心，他們的母親出於私心設計將他騙到家中喝下了失去記憶的酒，以便達成目的。就這樣，失去記憶的西格魯德和古德倫結婚了，龔特爾也獨自去尋找布倫希爾德。然而並非無雙英雄的他無法穿越火焰包圍的城牆，無奈之下只能委託西格魯德代替他化身進入城中戰勝布倫希爾德並與其度過一夜。值得注意的是，西格魯德不願意背叛自己的妻子古德倫，因此在自己與布倫希爾德之間插上格拉墨隔絕以示清白，天亮臨走之際更將自己送給布倫希爾德的戒指偷偷拿走，轉送給自己現在的妻子古德倫。
之後，龔特爾如願以償地和布倫希爾德結為夫妻，同時西格魯德跟古德倫也平和地生活著，但是布倫希爾德卻時常對自己丈夫的無能與軟弱感到困惑，心中亦惦記著西格魯德。終於有一天，布倫希爾德與古德倫因為沐浴的先後順序發生了爭執，一氣之下古德倫口不擇言說出了當年的真相。布倫希爾德這才明白那天入城之人並非龔特爾而是西格魯德，得知如此荒誕之事，頓時讓她感到遭受了莫大的侮辱與欺騙，盛怒之下決定殺了西格魯德。內疚的龔特爾順從了妻子的意願，命令自己的弟弟古特托姆（Guttorm）進行刺殺。那天古特托姆闖入西格魯德的寢室並成功對他造成了致命傷，但西格魯德死前用力將格拉墨擲出將其斬為兩段。
彌留之際，西格魯德終於回想起了一切，將所有真相告訴布倫希爾德後嚥下最後一口氣。布倫希爾德在摯愛死後也痛苦萬分，舉起格拉墨自刎而死，最終葬在自己真正摯愛的戀人身邊；而沃爾松格末裔的英雄傳說就此完結。

## 齊格菲與西格魯德的比較
尼伯龍根之歌的主角齊格菲與沃爾松格薩迦的主角西格魯德為同源人物，然而前者出自於大陸日耳曼人的傳說體系，後者則為斯堪地那維亞日耳曼人傳說中的人物。
兩者姓名中共有的sigi-代表著勝利，然而齊格菲後半段的字根-frið 代表著和平，在西格魯德的部分-ward 則意味著保護；
除此之外，兩人雖皆有剿滅法夫納的事蹟，但前者在沐浴龍血後獲得的能力是刀槍不入的軀體，而後者則是在飲入龍血、吞下龍心後獲得鳥語的溝通能力。

## 大眾文化

### 小説
- 《Fate/Apocrypha》中黑方陣營之英靈，職階為Saber。配音：諏訪部順一
- 《銃皇無盡的法夫納》：為男主角物部悠所生成的大口徑裝飾手槍型虛構武裝的名稱，齊格飛在本作中是一名神射手。
- 《墮神契文》：為基理爾的墮神，齊格飛。

### 漫畫
- 《來世神歌》中男主角大國來世的前生為日本上位神大國主，卻於少年時誤闖北歐神域，無意中宰殺欲向布倫希爾德（後投胎為女主角三上神歌）施襲的惡龍法夫納。布倫希爾德為救垂死的來世，動用尼伯龍根的指環內的魔力。

- 日本漫畫《薔薇園傳奇》中為男主角，喜愛處女的強慾男性，被殺死後靈魂寄宿在能將雄性轉化雌性的愛劍「格拉墨」，成為女主角鴒的配劍。能附身鴒身上戰鬥，呈現生前完整型態。

### 動畫
- 《聖鬥士星矢》中的北歐神鬥士齊格弗里德，為神鬥士的首領。
- 《超時空要塞Δ》：為該系列作中最先進機體的名字，前身「YF-30柯羅諾斯」的制式量産型。
- 《蒼穹之戰神》中 由人類所製、用以對抗異界體的兵器—法夫納；皆城總士所操控、分離統括型全法夫納指揮管理系統—齊格飛；與皆城乙姬合為一體之島嶼防衛裝置的總稱—布倫希爾德系統
- 《史上最強弟子兼一》中原諸神黃昏第五拳豪"九弦院響"，擅長"反擊拳法"，擁有被擊倒數次也能復活的恐怖實力，因此被人稱為「齊格飛」。喜愛創作音樂，說話也喜歡用唱的。

### 遊戲
- 手遊《Fate/Grand Order》中登場，但在本作的魔術師世界中，齊格飛與齊格魯德是不同人物，齊格魯德是在第2部第2異聞帶《無間冰焰世紀 諸神黃昏 不滅火焰的好漢》中才登場。配音：諏訪部順一
- TV Games 《劍魂》系列作品中，使用巨劍的主要男主角。
- 卡牌遊戲 《Battle Spirits》中登場，最為著名是龍皇齊格弗烈多。
- 海战游戏《World of Warships》中，一艘以纳粹德国海军o计划为蓝本的九级德国特种大巡被命名为Siegfried

### 建築物
- 納粹德國在二戰之前於德法邊界建立的齊格菲防線。